# Bernard Vonnegut (Meteorologe)
Bernard Vonnegut (* 29. August 1914 in Indianapolis, Indiana; † 25. April 1997 in Albany, New York) war ein US-amerikanischer Wissenschaftler. Er ist bekannt für die Erfindung der Impfung von Wolken mit Silberjodid.

## Leben
Bernard Vonnegut war der ältere Bruder des Schriftstellers Kurt Vonnegut. Er studierte Chemie am Massachusetts Institute of Technology mit einem Bachelor-Abschluss 1936 und einer Promotion in Physikalischer Chemie 1939. Danach war er in den Forschungslaboratorien von General Electric in Schenectady tätig. Dort hatte Irving Langmuir mit Forschungen zur Impfung von Wolken mit Kondensationskeimen (Erzeugung von Niederschlag) unter Benutzung von Trockeneis begonnen. Vonnegut schlug die Verwendung von Silberjodid vor, das noch heute für derartige Vorhaben benutzt wird. 1952 ging er von General Electric zu Arthur D. Little Inc. und ab 1967 war er Professor für Atmosphärenforschung (Atmospheric Sciences) an der State University of New York in Albany. 1984 wurde er Distinguished University Professor und 1985 emeritierte er.
Er hielt 28 Patente. 1997 erhielt er den Ig-Nobelpreis für eine Arbeit über den Grad der Rupfung von Hühnern als Maßstab der Stärke von Tornados. Vonnegut war Fellow der American Meteorological Society, der American Geophysical Union und der Royal Meteorological Society. Er war Ehrenpräsident der International Commission of the International Union of Geodesy and Geophysics.
Kurt Vonnegut nahm in einigen seiner Romane Bezug auf die Arbeit seines Bruders (so in Cat’s Cradle auf das Impfen von Wolken).